# Two Women and a Man
Two Women and a Man è un cortometraggio muto del 1909 diretto da David W. Griffith. Prodotto e distribuito dalla Biograph Company, il film - girato a Fort Lee, nel New Jersey - uscì nelle sale il 15 novembre 1909.

## Trama
John Randolph mette a segno un grosso colpo sul mercato azionario: diventato ricco, lascia la moglie e se ne va a vivere con l'amante che diventa la sua seconda moglie. Però la donna, una cantante fascinosa ed amorale, lo pianta quando Randolph ha un rovescio finanziario e si rifiuta di aiutarlo vendendo i gioielli che lui le aveva regalato.

## Produzione
Il film fu prodotto dalla Biograph Company
Venne girato negli studi della compagnia a Fort Lee, nel New Jersey.

## Distribuzione
Distribuito dalla Biograph, il film - un cortometraggio in una bobina - uscì nelle sale statunitensi il 15 novembre 1909.